# Vulpeni
Vulpeni est une commune roumaine située dans le județ d'Olt.